# Jupiter Dolichenus
Jupiter Dolichenus, aussi appelé Dolichenus ou encore Dolichène, est un dieu de la Rome antique importé de la région de Gaziantep en Anatolie. Un culte à mystères, de type syncrétique, lui était rendu, en mêlant le Jupiter de la religion romaine et le baalisme de la Commagène.

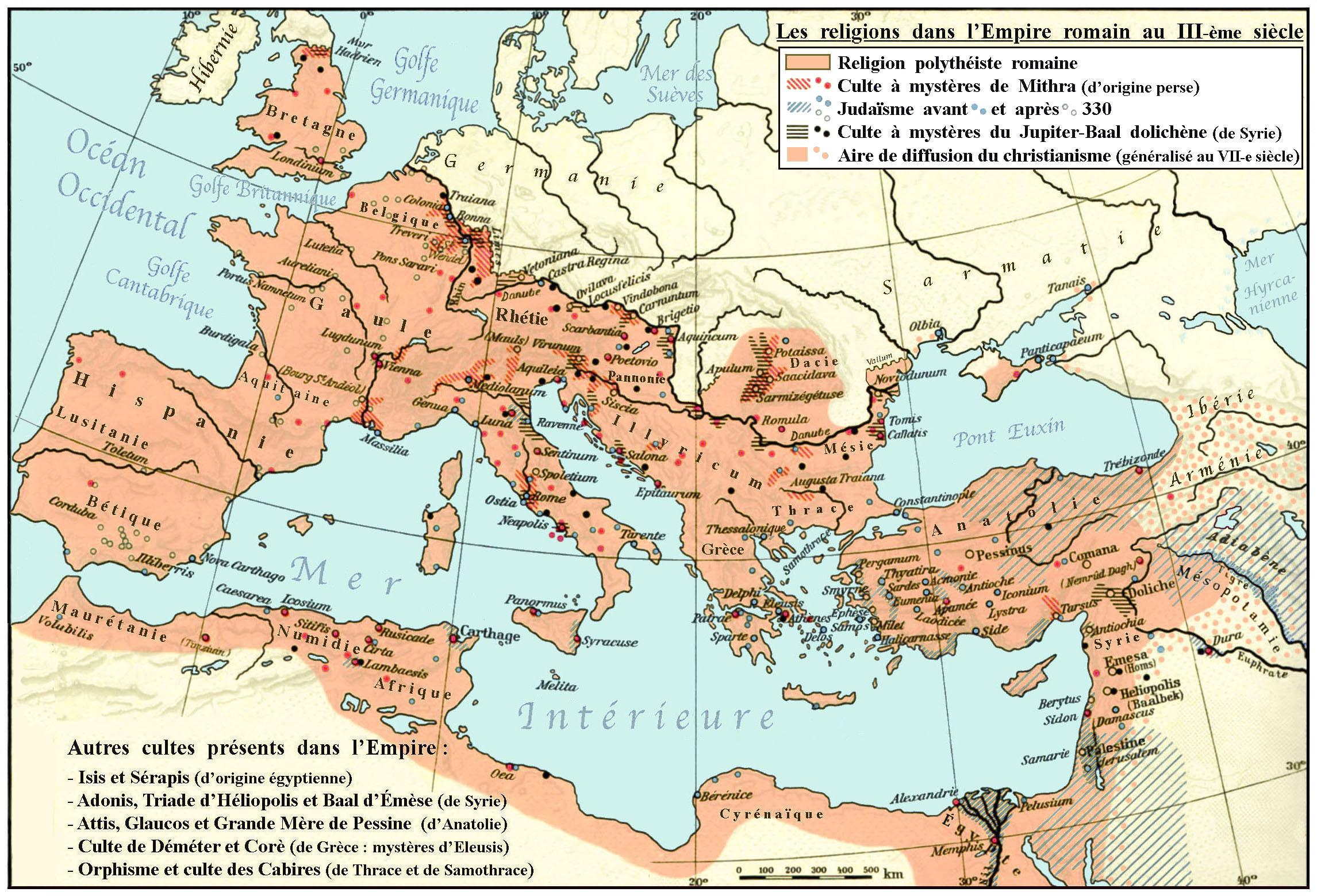
La diversité religieuse dans l'Empire romain, avec en noir le culte de Jupiter-Baal Dolichenus.

## Histoire et représentation

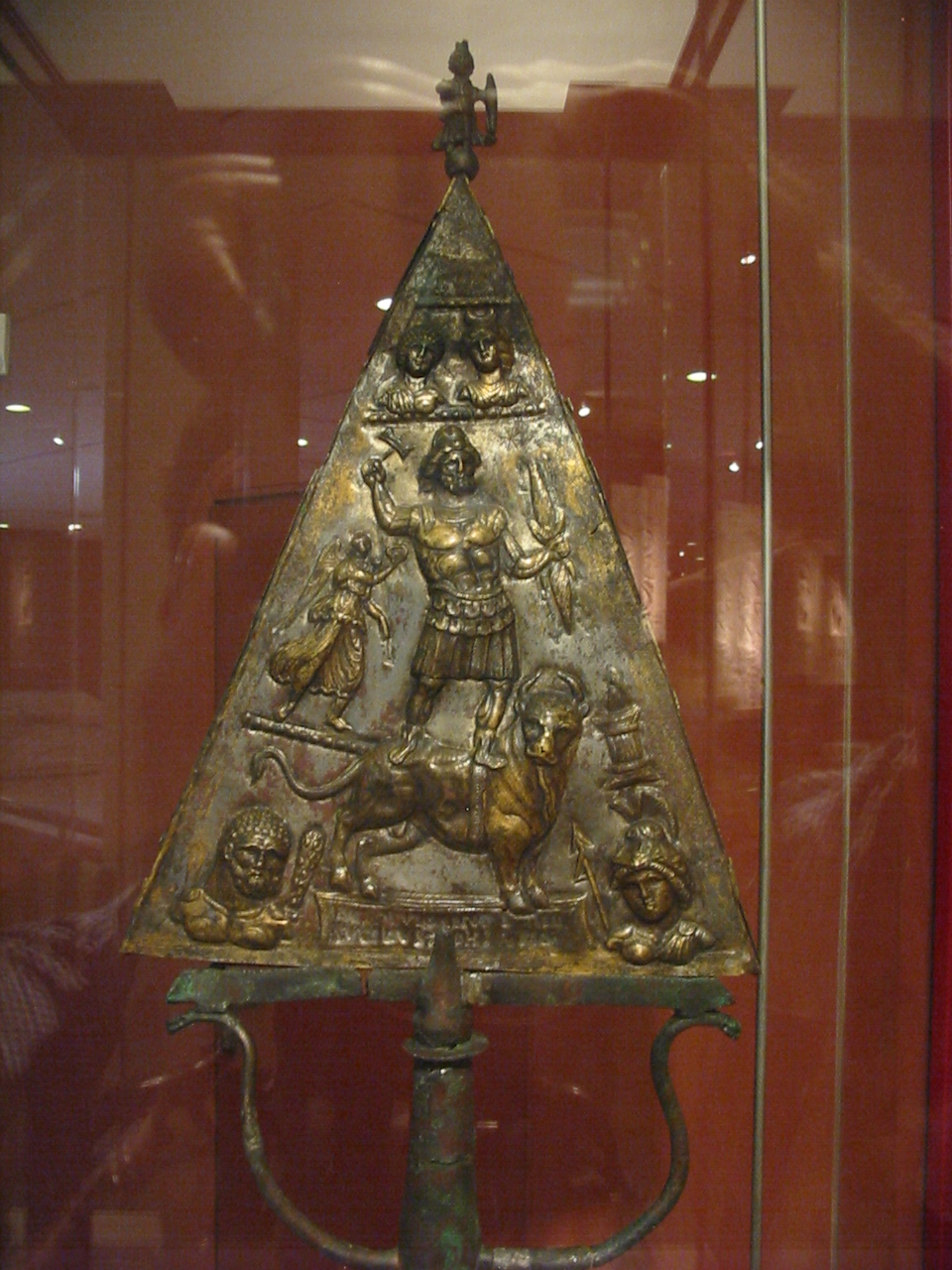
Jupiter Dolichenus, plaque de bronze (Kömlöd, Hongrie). Musée national de Hongrie, Budapest

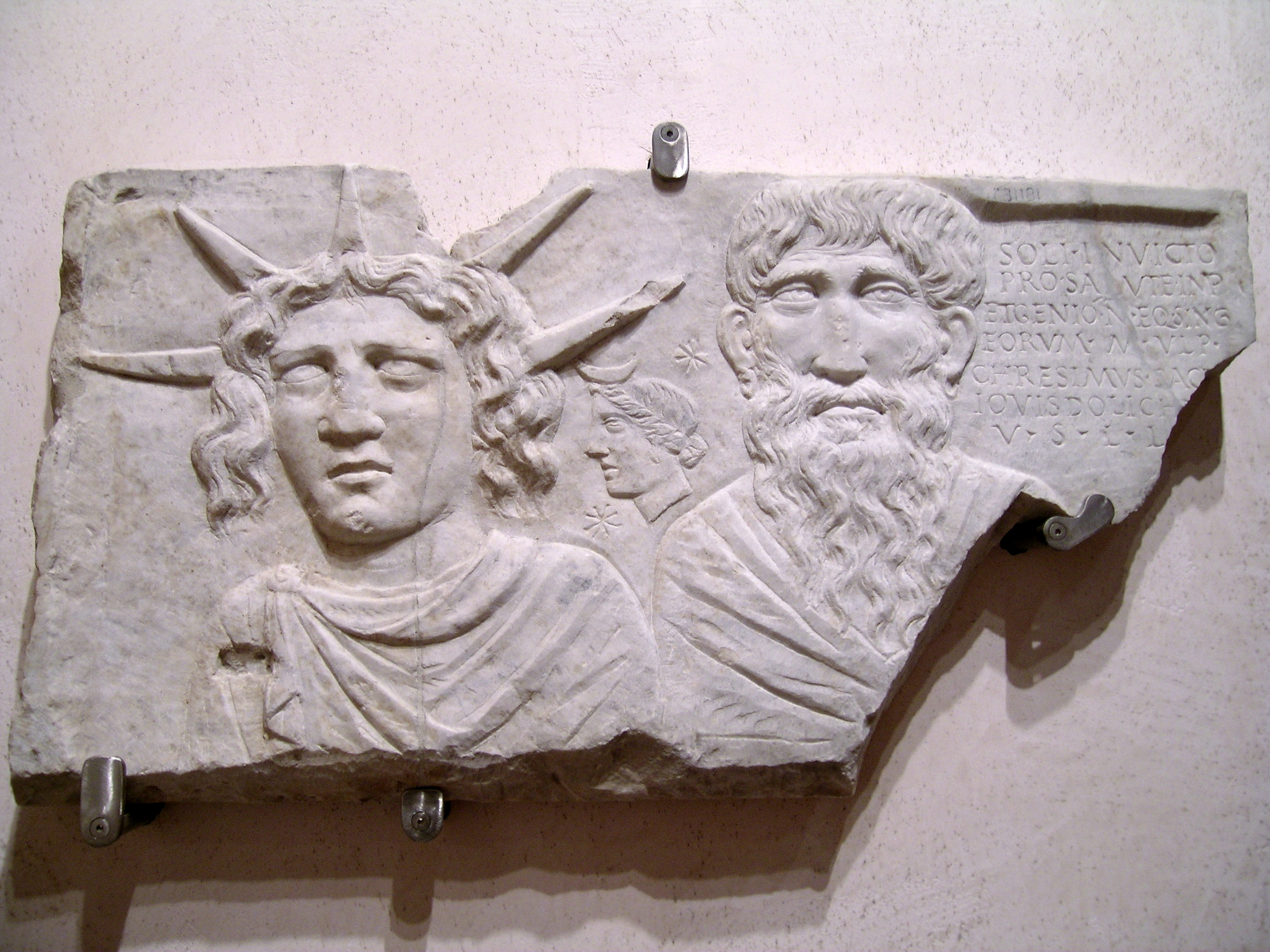
Sol Invictus portant la couronne radiée et Jupiter Dolichène

Jupiter Dolichène a pour origine le dieu hittite de l'orage et de la fertilité. Le début du culte de Dolichenus  se situe dans l'ancienne ville de Dolichê, aujourd'hui Dülük (en) près de Gaziantep, en Turquie. Pendant la période achéménide, Dolichenus est identifié au dieu Ahura Mazda. Puis la religion grecque le nomme « Zeus Oromasdès », c'est-à-dire Aramazd, et l'intègre au mithraïsme.  Ce culte se répand ensuite dans l'Empire romain jusqu'au IIIe siècle av. J.-C. et prend fin avec la chute de Dolichê devant les Sassanides.
Dolichenus est souvent représenté debout sur un taureau et tenant un labrys. Il peut être associé à Sol Invictus.